# Списак места Светске баштине на Исланду
Локалитети светске баштине Организације Уједињених нација за образовање, науку и културу (УНЕСКО) су места од значаја за културно или природно наслеђе како је описано у Конвенцији УНЕСКО о светској баштини, основаној 1972. године. Исланд је прихватио конвенцију 19. децембра 1995. године, чиме су његови природни и културни локалитети испунили услове за уврштавање на листу.
Од 2020. године, Исланд има три локалитета на листи. Први локалитет додат на листу био је Национални парк Тингвелир, 2004. године. Касније су додате још две локације, Сиртсеј 2008. и Национални парк Ватнајокул 2019. године. Тингвелир је културно место, док су друга два природна места.
Поред локалитета светске баштине, Исланд такође има шест локалитета на својој прелиминарној листи. Постојећи локалитет Тингвелир је два пута наведен на прелиминарној листи, као предлог за проширење културног локалитета како би обухватио природно наслеђе и као део нове транснационалне номинације која би обухватила викиншко наслеђе.

## Списак локалитета
УНЕСКО наводи локалитете под десет критеријума; сваки унос мора да испуњава барем један од критеријума. Критеријуми од i до vi су културни, а од vii до x су природни.
| Локалитет                                                   | Фотографија                        | Локација           | Година уписа | УНЕСКО подаци           | Опис |
| ----------------------------------------------------------- | ---------------------------------- | ------------------ | ------------ | ----------------------- | --- |
| Национални парк Тингвелир                                   | Стена и застава Исланда на јарболу | Блаускоугабиггд    | 2004.        | 1152; iii, vi (култура) | Тингвелир се налази у активном вулканском подручју, са истакнутим великим тектонским пукотинама. Од око 930. године нове ере до 1798. године, Тингвелир је служио као место одржавања Алтинга, скупштине на отвореном која је представљала цео Исланд, где су се људи окупљали две недеље сваке године како би доносили законе и решавали спорове. Алтинг је најстарији сачувани парламент на свету. Видљиви су фрагменти око 50 кабина изграђених од тресета и камена, иако су остаци из 10. века закопани под земљом. |
| Сиртсеј                                                     | Поглед на острво из даљине         | Вестманова острва  | 2008.        | 1267; ix (природа)      | Сиртсеј је вулканско острво које је настало у низу ерупција од 1963. до 1967. године, око 32 километра од јужне обале Исланда. Од 1964. године служи као место за проучавање колонизације оснивачких популација које су стигле споља. Пошто је само неколико научника смело да га посети, остало је практично нетакнуто од свог формирања. |
| Национални парк Ватнајокул – динамична природа ватре и леда | Глечер који прекрива планине       | Југоисточни Исланд | 2019.        | 1604; viii (природа)    | Ледена капа Ватнајокул је други највећи глечер у Европи и покрива неколико вулкана, укључујући два најактивнија на острву. Интеракције између вулкана и глечера доводе до разних феномена, укључујући спектакуларни јокулхлауп – изненадну поплаву узроковану пробијањем ивице глечера током субглацијалне ерупције. |

## Прелиминарни списак
Поред локалитета уписаних на Листу светске баштине, државе чланице могу да воде листу прелиминарних локалитета које могу размотрити за номинацију. Номинације за Листу светске баштине се прихватају само ако је локалитет претходно био наведен на прелиминарној листи. Од 2019. године, Исланд има шест на својој прелиминарној листи.
| Локалитет                                                | Фотографија                                                                | Локација       | Година уписа | Подаци УНЕСКА              | Опис |
| -------------------------------------------------------- | -------------------------------------------------------------------------- | -------------- | ------------ | -------------------------- | --- |
| Природни резерват Бреидафјордур                          | Поглед на залив. Пут и радио-торањ испред.                                 | Западни Исланд | 2011.        | ii, v, x (мешовито)        | Бреидафјордур је велики плитки залив у западном Исланду. Испуњен острвима, хридима и скеримаима; важно је место за размножавање птица, укључујући гривасту гуску (Branta benicla) и велику спрутку (Calidris canutus). Подручје је континуирано насељено од насељавања Исланда и чува заједнице засноване на одрживом коришћењу локалне животне средине.                                                                                     |
| Миватн и Лакса                                           | Језеро Миватн, окружено бујном вегетацијом                                 | Северни Исланд | 2011.        | viii, ix, x (природа)      | Обале језера Миватн и реке Лакса су бујне вегетацијом, у оштрој супротности са околним неплодним вулканским пејзажом. Плитко језеро, богато хранљивим материјама, дом је ројева водених инсеката који су заузврат храна за неколико врста водених птица. Петнаест врста патака се редовно размножава у том подручју. |
| Викиншки споменици и локалитети / Тингвелир*             | Тингвелир, тектонска пукотина                                              | Блаускоугабигд | 2011.        | iii (природа)              | Ово је део серијске номинације девет локалитета из шест земаља који представљају изузетне примере наслеђа из викиншког доба, где су Тингвелир и нека друга места већ наведена појединачно. |
| Тингвелир                                                | Тингвелир, обала језера                                                    | Блаускоугабигд | 2011.        | vii, viii, ix, x (природа) | Ова номинација се фокусира на природно наслеђе већ наведеног културног локалитета. Подручје је обликовано померањем континената, вулканизмом и глацијацијом. Такође је важно због своје биодиверзитета; риба језерска златовчица (Salvelinus alpinus) еволуирала је у четири различита облика у језеру Тингвалаватн за мање од 10.000 година.                                                                                                |
| Традиција куће од тресета                                | Земља Келдур је прекрила куће травом која је расла на врху                 | 14 локација    | 2011.        | iii, iv (култура)          | Традицију кућа од тресета донели су на Исланд први досељеници и еволуирала је из дугих кућа. Структура куће од тресета је изграђена од дрвета, а кућа је прекривена тресетом. Облик и функције ових кућа мењали су се током времена, прилагођавајући се локалној клими и потребама људи. У номинацији је наведено четрнаест репрезентативних локација.                                                                                       |
| Торфајекидл Вулкански систем / Резерват природе Фјалабак | Панорама Калдаклофсфјела, риолитске стене са снегом и оскудном вегетацијом | Јужни Исланд   | 2013.        | vii, viii (природа)        | Вулкански систем Торфајекул обухвата риолитски стратовулкан и комплекс субглацијалних вулкана. То је важно место за проучавање риолитских формација насталих током интеракција вулкана и леда. Систем показује изузетно разноврсне геотермалне површинске карактеристике, укључујући фумароле, блатне базене, солфатаре (фумароле које производе сумпорне гасове) и термалне изворе. Они су дом јединствених термофилних бактерија и археја. |